# Saint-Étienne-des-Grès
Pour les articles homonymes, voir Saint-Étienne (homonymie) et Grès.
Cet article concerne une municipalité de paroisse du Québec. Pour la commune française des Bouches-du-Rhône, voir Saint-Étienne-du-Grès. Pour l'ancienne église de Paris, voir Église Saint-Étienne-des-Grès.
Saint-Étienne-des-Grès est une municipalité de paroisse du Québec (Canada) située dans la municipalité régionale de comté de Maskinongé et la région administrative de la Mauricie.

## toponymie
La municipalité est nommée en l'honneur du diacre Étienne et du seigneur Étienne de La Fond ; le mot grès évoque la présence de roches dénommées grès dans le sol.

## Histoire

### Chronologie
- 14 avril 1859 : la municipalité de la paroisse de Saint-Étienne-des-Grès se détache de la municipalité de paroisse de Trois-Rivières. Elle fait partie du comté de Saint-Maurice;
- 1954: une partie de Saint-Étienne se détache pour devenir la municipalité de la paroisse de Saint-Michel-des-Forges;
- 1er janvier 1982: Saint-Étienne-des-Grès est transféré dans la municipalité régionale de comté de Francheville;
- 1er janvier 2002: lors de la dissolution de la MRC de Francheville, la municipalité est transférée dans Maskinongé.

### Héraldique
| Sub Pondere Virtus Crescit |
| -------------------------- |

| L'écu de Saint-Étienne-des-Grès se blasonne ainsi : D'or à une tierce d'azur, accompagnées de trois roches à trois coupeaux de sable. |

Ornement extérieur : l'écu est entouré de deux branches de feuille d'érable passée en sautoir. La tierce (les trois trangles bleues) symbolisent le fait que la municipalité s'est détachée de la paroisse de Trois-Rivières. Quant aux roches elles ont pour double fonction de rappeler le martyre d'Étienne et de symboliser le toponyme original du lieu : « Les Grès ». Les armes ont été créées par le collège canadien des armoiries.

### Patrimoine
Plusieurs biens immobiliers sur le territoire de la municipalité sont inventoriés au Répertoire du patrimoine culturel du Québec. Parmi ceux-ci, citons:
- L'église de Saint-Étienne[3], construite en 1867-1868 selon les plans de l'architecte Joseph Héroux[4]
- Le presbytère[5] et le cimetière[6] de Saint-Étienne
- L'église de Saint-Thomas[7], construite en 1903-1904 selon les plans des architectes Ulric J. Asselin et Ernest L. Denoncourt[8]
- Le presbytère[9], l'écurie[10] et la cloche[11] de Saint-Thomas

## Géographie

### Géographie humaine
Saint-Étienne-Grès est situé à 25 km au nord-ouest de Trois-Rivières et à 18 km au sud-ouest de Shawinigan. Son territoire de 104,78 km2 est situé dans la région de la Mauricie et la municipalité régionale de comté de Maskinongé. La municipalité partage ses limites avec Saint-Boniface, Shawinigan, Notre-Dame-du-Mont-Carmel, Trois-Rivières, Yamachiche et Saint-Barnabé.

### Municipalités limitrophes

#### Transport

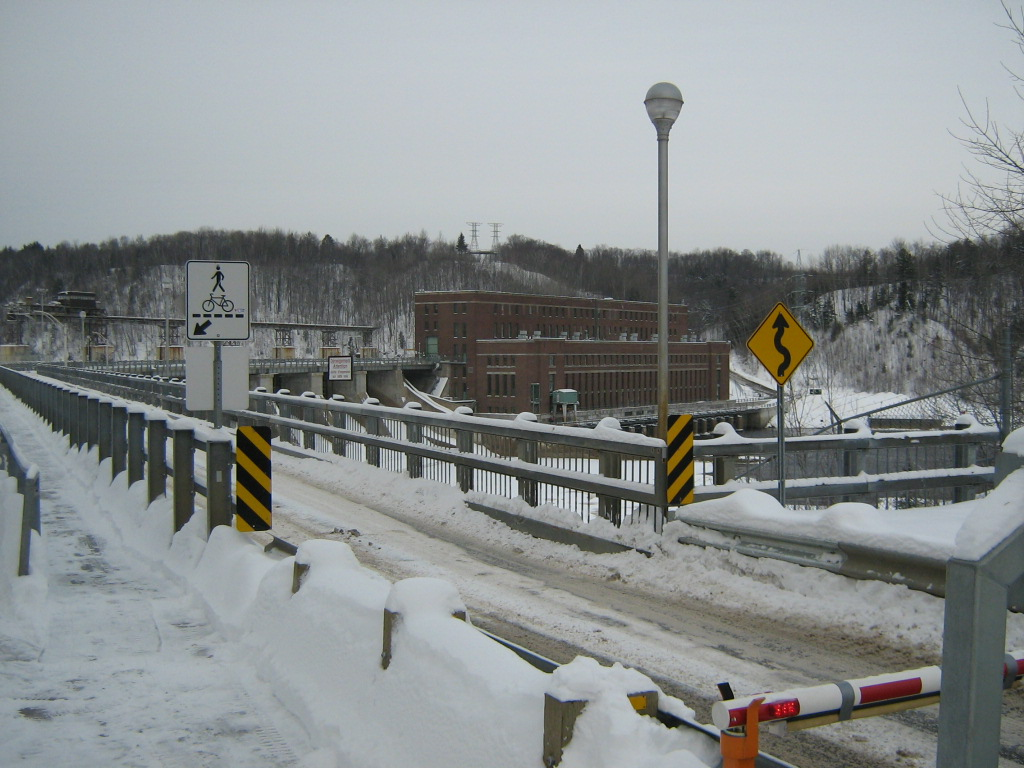
Centrale de La Gabelle.

Saint-Étienne-des-Grès est accessible par l'Autoroute 55, dont les sorties 196, 202, et 206 sont comprises dans son territoire. Le ministère des Transports entretient aussi le chemin des Dalles, qui permet un accès à Saint-Barnabé et le chemin permettant l'accès à Saint-Thomas-de-Caxton et Lavoie, soit le chemin Marcotte, le chemin de Saint-Thomas et une partie du 4e Rang. Hydro-Québec permet aussi de traverser le Saint-Maurice par le barrage de La Gabelle.
La route Verte 4, un itinéraire cyclable, traverse la municipalité, pour la relier à Trois-Rivières au sud et à Notre-Dame-du-Mont-Carmel à l'est, après avoir traversé le Saint-Maurice par le barrage de La Gabelle.
Saint-Étienne est aussi accessible par la subdivision St. Maurice Valley du Chemins de fer Québec-Gatineau. Cependant, seul le fret emprunte cette ligne et le seul arrêt de cette ligne à Saint-Étienne, La Gabelle, est considéré comme mineur.

#### Quartier

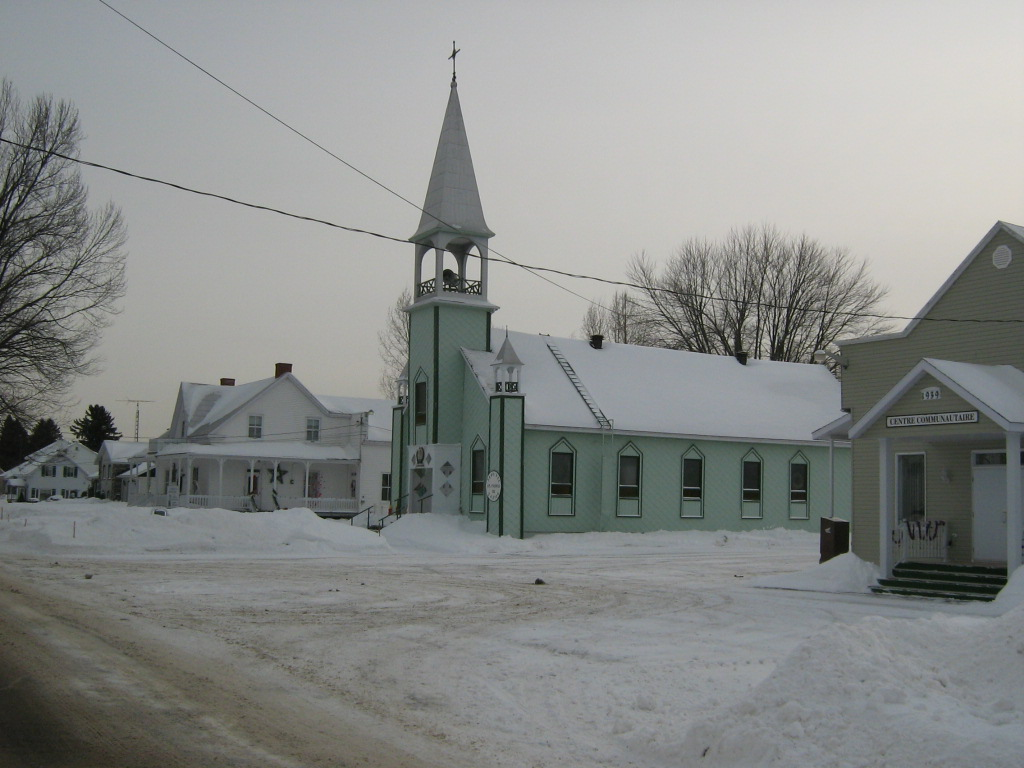
Église de Saint-Thomas-de-Caxton.

La municipalité contient deux villages, soit Saint-Étienne-des-Grès au centre et Saint-Thomas-de-Caxton qui est situé sur la limite avec Yamachiche. Elle possède aussi un hameau, Lavoie, qui est située à 3 km à l'est de Saint-Thomas.

#### Logement
L'ensemble de Saint-Étienne-des-Grès contient 1 591 logements en 2006, dont 1 515 sont habités de façon permanente. De ce nombre 87,5 % sont des maisons individuelles non attenantes, 3,6 % des maisons jumelées, 2 % des appartements en duplex, 3 % des appartements de moins de cinq étages et finalement 3 % sont dans une catégorie autre, qui comprend les maisons mobiles. 86,1 % des logements sont possédés, ce qui est supérieur à la moyenne provinciale (60 %). 70 % des logements ont été bâtis avant 1986 et 10,2 % nécessitent des réparations majeures. La valeur des logements possédés est de 103 770 $, comparativement à 182 399 $ pour la province,.

### Géographie physique

#### Relief
La municipalité fait partie des basses-terres du Saint-Laurent. L'altitude y est faible et inférieure à 100 m et on trouve plusieurs plateaux dont l'altitude diminue vers le Saint-Maurice et le Saint-Laurent. L'altitude va de 13 m dans la rivière Saint-Maurice à 129 m à la limite de Saint-Barnabé.

#### Géologie
Une bonne partie de la municipalité fait partie des groupes de Trenton, Black River et Chazy de la plate-forme du Saint-Laurent, qui sont composés de calcaire, de dolomie, de shale et de grès datant de l'Ordovicien moyen. Une petite portion au nord-est fait partie de la province de Grenville, la portion la plus récente du bouclier canadien. Les roches sont composées de gneiss granitique et de gneiss tonalitique. Le tout est couvert d'épais dépôt marin et fluviatile provenant de la régression de la mer de Champlain.

#### Hydrographie
Le bassin hydrographique est partagé entre celui de trois affluents du fleuve Saint-Laurent soit la rivière Saint-Maurice à l'est, la rivière Yamachiche à l'ouest et la rivière Saint-Charles au sud.

## Démographie
| 1991  | 1996  | 2001  | 2006  | 2011  | 2016  | 2021  |
| ----- | ----- | ----- | ----- | ----- | ----- | ----- |
| 3 575 | 3 823 | 3 833 | 3 881 | 4 217 | 4 541 | 4 539 |

La paroisse comptait 3 881 habitants en 2006, soit une augmentation de 1,3 % entre 2001 et 2006. Il y a en tout 1591 logements privés dans la municipalité, dont 1514 sont habités en permanence.
L'âge médian est de 41,6 ans en comparaison de 41 ans pour le Québec. 83 % de la population est âgée de plus de 15 ans en comparaison de 83,4 % pour la province. Les femmes ne représentent que 47,8 % de la population comparativement à 51,1 % pour la province. Dans cette population 43,8 % sont célibataires, 41,6 % sont mariés, 1,2 % sont séparés, 8,1 % sont divorcés et 5,1 % sont veufs.
Dans la population de Saint-Étienne, seulement 0,5 % de la population déclare avoir une identité autochtone, et seulement 0,4 % se déclare faire partie d'une minorité visible. Les immigrants ne représentent que 0,9 % de la population et 98,6 % de la population est issue de famille établie au Canada depuis au moins 3 générations.

## Administration

### Municipalité de paroisse
Le conseil municipal est formée d'un maire et de 6 conseillers. La municipalité n'est pas divisée en districts électoraux, ceci ayant pour conséquence que les électeurs doivent élire les 7 postes lors de l'élection. L'élection se tient le 1er dimanche de novembre aux 4 ans. La prochaine sera le 2 novembre 2025.
| mandat      | fonctions           | nom(s) |
| ----------- | ------------------- | --- |
| 2013 - 2017 | maire               | Robert Landry |
| 2013 - 2017 | conseillers (siège) | #1: Richard Saint-Pierre, #2: Jocelyn Isabelle, #3: Francine Boulanger, #4: Marc Bastien, #5: Nicolas Gauthier, #6: Gaétan Léveillé |

| Saint-Étienne-des-Grès Maires depuis 2001                                                                            |                  |         |          |
| Élection | Maire            | Qualité | Résultat |
| 2001 | Luc Massé        |         | Voir     |
| 2005 | François Chénier |         | Voir     |
| 2008 | Robert Landry    |         | Voir     |
| 2009 | Robert Landry    | Voir    |          |
| 2013 | Robert Landry    | Voir    |          |
| 2017 | Robert Landry    | Voir    |          |
| 2021 | Nancy Mignault   |         | Voir     |
| Élection partielle en italique Depuis 2005, les élections sont simultanées dans toutes les municipalités québécoises |                  |         |          |

### Régionale
Saint-Étienne-des-Grès fait partie de la municipalité régionale de comté de Maskinongé, où elle est représentée par son maire. Elle est dirigée par le préfet Robert Lalonde, qui cumule aussi le poste de maire de Saint-Léon-le-Grand.

### Représentation
La circonscription de Berthier—Maskinongé est représentée à la chambre des communes du Canada par Yves Perron, du Bloc Québécois, élu lors de l'élection de 2019.
La circonscription de Maskinongé est représentée à l'Assemblée nationale du Québec par Simon Allaire, de la Coalition Avenir Québec, élu lors de l'élection de 2018, puis réélu lors de l'élection de 2022.